# Flutoprazepam
Flutoprazepam (Restas) é um medicamento benzodiazepínico. Foi patenteado no Japão pela Sumitomo em 1972 e seu uso médico permanece restrito principalmente a esse país. Suas propriedades relaxantes musculoesqueléticas são aproximadamente equivalentes às do diazepam, porém com efeitos sedativos, hipnóticos, ansiolíticos e anticonvulsivantes mais poderosos e é cerca de quatro vezes mais potente em peso em comparação com o diazepam. Tem ação mais longa que o diazepam devido aos seus metabólitos ativos de longa ação, que contribuem significativamente para seus efeitos. Seu principal metabólito ativo é o n-desalquilflurazepam, também conhecido como norflurazepam, que também é o principal metabólito do flurazepam.
Normalmente, o flutoprazepam é usado para o tratamento de insônia grave. Também pode ser usado para tratar úlceras estomacais.